# Teuvo-Pentti Pakkala
Teuvo-Pentti Pakkala, född 29 september 1920 i Uleåborg, död där 13 januari 2010, var en finländsk målare och grafiker.
Pakkala studerade vid Finlands konstakademis skola 1945–1947. Han gjorde sig till en början (bland annat som medlem av gruppen Konst på papper) känd framförallt med sin grafik. Senare övergav han, delvis av hälsoskäl, grafiken för teckning och ett intimt måleri i mindre format. Han höll fast vid en formfast om än starkt förenklad verklighetsåtergivning, ofta med det nordösterbottniska landskapet och dess miljöer, exempelvis fiskarbyarna på Karlö utanför Uleåborg, som motiv. Han utförde även illustrationer, bland annat till Ilmari Kiantos Ryysyrannan Jooseppi (1965, andra upplagan 1994).
Pakkals son Jaakko Pakkala (född 1948) är också verksam som målare och grafiker.